# Cantón de Provins
El cantón de Provins es una división administrativa francesa, situada en el departamento de Sena y Marne y la región Isla de Francia.

## Geografía
Este cantón es organizado alrededor de Provins en él distrito de Provins.

## Composición
El Cantón de Provins agrupa 15 comunas:
- Chalautre-la-Petite
- Chenoise
- Cucharmoy
- La Chapelle-Saint-Sulpice
- Longueville
- Mortery
- Poigny
- Provins
- Rouilly
- Saint-Brice
- Saint-Hilliers
- Saint-Loup-de-Naud
- Sainte-Colombe
- Soisy-Bouy
- Vulaines-lès-Provins

## Demografía
| 18,243 | 19,318 | 19,631 | 20,231 | 21,013 | 21,409 | 21,933 |
| Para los censos de 1962 a 1999 la población legal corresponde a la población sin duplicidades (Fuente: INSEE [Consultar]) |        |        |        |        |        |        |